# 나무와 열매
나무와 열매의 비유는 신약성서의 두 유사한 구절, 즉 마태복음의 산상 수훈과 누가복음의 평상 수훈에 나오는 예수님의 비유이다.
마태복음 7장 15-20절
"거짓 선지자들을 삼가라 양의 옷을 입고 너희에게 나아오나 속에는 노략질하는 이리들이니라 그들의 열매로 그들을 알리라 사람이 가시나무 포도를 거두겠느냐 엉겅퀴 무화과를 거두겠느냐 이와 같이 좋은 나무마다 좋은 열매를 맺느니라" 열매를 맺되 못된 나무가 나쁜 열매를 맺느니라 좋은 나무가 나쁜 열매를 맺을 수 없고 못된 나무가 아름다운 열매를 맺을 수 없느니라 좋은 열매를 맺지 아니하는 나무마다 찍혀 불에 던져지느니라 그들의 열매를 너희가 알리라."
누가복음 6장 43~45절
"좋은 나무가 못된 열매를 맺지 아니하며 못된 나무가 아름다운 열매를 맺지 아니하느니라 나무마다 그 열매로 아나니 가시나무에서 무화과를, 가시덤불에서 포도를 거두지 못하느니라. 선한 사람은 마음의 쌓은 선에서 선한 것을 내고 악한 사람은 마음의 쌓은 악에서 악한 것을 내나니 이는 마음에 가득한 것을 입으로 말함이니라."
이와는 대조적으로, 성령의 열매는 거룩하며 참된 선지자의 삶에서 분명하게 드러난다.
마태복음의 문맥은 예언자를 시험하는 것과 관련이 있다. 누가복음에서는 그 연관성이 덜 분명하다. 스코틀랜드 장관 윌리엄 로버트슨 니콜(William Robertson Nicoll)은 "이 스레드는 아마도 그의 검열로 인해 성자라고 주장하지만 실제로는 그가 비난하는 사람들보다 더 큰 죄인에게 적용되는 hypokrita(ὑποκριτά)라는 단어에서 찾을 수 있을 것이다"라고 이야기한다.